# Nepal na Letnich Igrzyskach Paraolimpijskich 2016
Nepal na Letnich Igrzyskach Paraolimpijskich 2016 w Rio de Janeiro reprezentowało trzech zawodników, w tym dwóch mężczyzn i jedna kobieta. Nie zdobyli oni żadnego medali. Był to czwarty start reprezentacji tego kraju na igrzyskach paraolimpijskich.

## Wyniki

### Lekkoatletyka
Mężczyźni
- Bikram Bahadur Rana (przewodnik – Chhabilal Chaudhary) – bieg na 100 m T11, 4. miejsce w biegu eliminacyjnym (13,02 s)[2].

### Pływanie
Kobiety
- Laxmi Kunwar – 100 m stylem dowolnym S6, 6. miejsce w wyścigu eliminacyjnym (3:11,76)[3].